# South Canberra
South Canberra è un  distretto di Canberra, la capitale dell'Australia, situato presso il lago Burley Griffin.
È uno dei distretti più vecchi di Canberra, completamente progettato di Walter Burley Griffin.  South Canberra viene separato di North Canberra solamente del lago Burley Griffin. Insieme questi due distretti comprendono  Canberra centrale.

## Quartieri di South Canberra
| Quartiere   | Popolazione (in 2001)                                      | Superficie (km²) | Densità (/km²) | Anno del primo stabilimento | Dato proclamato   | Valutazioni medie delle proprietà ($A) Archiviato il 27 settembre 2007 in Internet Archive. |
| ----------- | ---------------------------------------------------------- | ---------------- | -------------- | --------------------------- | ----------------- | ------------------------------------------------------------------------------------------- |
| Barton      | 747 _ Archiviato il 1º ottobre 2007 in Internet Archive.   | 2.21             | 338            | 1922                        | 20 settembre 1928 | $425,000 _ Archiviato il 7 settembre 2006 in Internet Archive.                              |
| Deakin      | 2,716 _ Archiviato il 1º ottobre 2007 in Internet Archive. | 3.58             | 759            | 1928                        | 20 settembre 1928 | $580,000 _ Archiviato il 27 settembre 2007 in Internet Archive.                             |
| Forrest     | 1,421 _ Archiviato il 1º ottobre 2007 in Internet Archive. | 1.57             | 905            | 1926                        | 20 settembre 1928 | $515,000 _ Archiviato il 7 settembre 2006 in Internet Archive.                              |
| Fyshwick    | 97 _ Archiviato il 1º ottobre 2007 in Internet Archive.    | 9.76             | 10             |                             | 20 settembre 1928 |                                                                                             |
| Griffith    | 4,257 _ Archiviato il 1º ottobre 2007 in Internet Archive. | 2.75             | 1,548          | 1927                        | 20 settembre 1928 | $400,000 _ Archiviato il 7 settembre 2006 in Internet Archive.                              |
| Kingston    | 2,145 _ Archiviato il 1º ottobre 2007 in Internet Archive. | 1.31             | 1,637          | 1922                        | 20 settembre 1928 | $380,000 _ Archiviato il 30 settembre 2007 in Internet Archive.                             |
| Narrabundah | 5,688 _ Archiviato il 1º ottobre 2007 in Internet Archive. | 4.00             | 1,422          | 1947                        | 20 settembre 1928 | $395,000 _ Archiviato il 16 settembre 2006 in Internet Archive.                             |
| Parkes      | 24 _ Archiviato il 1º ottobre 2007 in Internet Archive.    | 3.03             | 8              |                             | 20 settembre 1928 |                                                                                             |
| Pialligo    |                                                            |                  |                |                             | 20 settembre 1928 |                                                                                             |
| Red Hill    | 3,088 _ Archiviato il 1º ottobre 2007 in Internet Archive. | 4.87             | 634            | 1928                        | 20 September 1928 | $707,000 _ Archiviato il 27 settembre 2007 in Internet Archive.                             |
| Symonston   | 672 _ Archiviato il 1º ottobre 2007 in Internet Archive.   | 9.90             | 68             |                             | 20 settembre 1928 |                                                                                             |
| Yarralumla  | 3,026 _ Archiviato il 1º ottobre 2007 in Internet Archive. | 8.81             | 343            | 1922                        | 20 settembre 1928 | $692,000 _ Archiviato il 27 settembre 2007 in Internet Archive.                             |